# Abbaye de Champagne
L’abbaye de Champagne est une ancienne abbaye cistercienne, située sur la commune de Rouez, dans la Sarthe

## Historique

### Fondation
L'abbaye est fondée en 1188 à l'initiative de Foulques Riboul, seigneur d'Assé. Celui-ci fait venir des moines de l'abbaye de Savigny, ralliée depuis 1147 à l'ordre cistercien. Le site convient bien à un établissement bernardin, arrosée par deux ruisseaux qui permettent l'établissement d'étangs et la création d'un moulin, ainsi que par une source que captent les moines pour l'alimentation en eau potable. La future abbaye est isolée, loin des quatre villages les plus proches (Rouez, Crissé, Conlie et Tennie). L'abbaye conserve d'ailleurs les armoiries du fondateur.

### Période prospère
L'abbaye, protégée par la famille du fondateur, ainsi que par d'autres seigneurs, s'enrichit rapidement, et possède à la fin du XIIIe siècle des biens sur une cinquantaine de paroisses du Maine. Les troupes de Philippe Auguste ayant ravagé la région et endommagé l'église abbatiale, celle-ci est reconstruite au XIIIe siècle et consacrée le 24 octobre 1261 par l'évêque du Mans Geoffroy Freslon.

### La nécropole
|                       |  |                   |
| Jeanne d'Estouteville |  | Guy de Beaumanoir |

Comme de nombreuses autres abbayes, celle de Champagne accueille les sépultures de plusieurs membres des familles bienfaitrices qui cherchent ainsi à s'assurer la prière des cisterciens pour leur âme. C'est notamment le cas de la famille de Beaumanoir, dont un membre, Guy de Lavardin-Beaumanoir, est enterré là avec son épouse Jeanne d'Estouteville.

### La crise et la commende
À partir du XIVe siècle, cette prospérité diminue et les moines voient leur domaine se rétrécir durant au moins un siècle. Au XVIe siècle, l'abbaye tombe sous le régime de la commende ; à partir de ce moment, l'abbé n'est plus un religieux mais un noble nommé par le roi de France. Elle compte parmi ses abbés commendataires le cardinal de Retz et plus généralement de nombreux membres de la famille de Gondi.
Au XVIIe siècle, l'abbaye choisit de rejoindre la réforme dite « de l'étroite observance » lancé par Rancé, abbé de La Trappe (réforme qui donnera naissance à la branche dite des « trappistes »), mais cette réforme n'empêche pas le déclin de l'abbaye. À partir du XVIIe siècle, l'abbaye ne compte en outre plus de convers.

### La fin à la Révolution
En 1768, l'abbaye ne compte que sept moines. Alors qu'arrive la Révolution, l'abbaye ne compte plus que huit moines en plus de l'abbé. En 1791, l'abbaye est vendue comme bien national ; tous les bâtiments en sont détruits, à l'exception des bâtiments ouest et sud qui sont transformés en exploitation agricole ; ceux-ci comportent notamment le cellier, les cuisines et la salle à manger des convers.

### L'abbaye après les moines
En 1899, les bâtiments restants sont achetés par la famille Luzu, qui la conserve encore aujourd'hui. En 1932, l'aile occidentale (incluant les boiseries de l'étage), la porte d'entrée et les deux pavillons datant du XVIIIe siècle sont inscrits à l'inventaire supplémentaire des monuments historiques. À partir de 1981, la restauration commence et une activité de ferme-auberge permet de la financer.

## Filiation et dépendances
Champagne est fille de l'abbaye de Savigny

## Liste des abbés
- Léonore d'Estampes de Valençay, ...1648 - († 8 avril 1651) à Paris à l’âge de 62 ans, évêque de Chartres (3 juin 1620), à 1642, puis archevêque de Reims du (16 décembre 1641), à son trépas en 1651. Il est aussi abbé de Saint-Martin de Pontoise, La Couture, l'Épine, Bourgueil (1605-44), La Cour-Dieu (1634-1635), Champagne, Vaas et la Pelice, Beaulieu-lès-Loches, L’Épau, mort à Paris, le samedi-saint 8 avril 1651 à l’âge de 62 ans.